# Dyskografia JLS
Dyskografia JLS – brytyjskiego boysbandu składa się z trzech albumów studyjnych oraz dziesięciu singli. Zespół ma na koncie ponad 3 miliony sprzedanych albumów.

## Albumy
| JLS                                                    | - Wydany: 9 listopada 2009 - Wytwórnia: Epic (#88697564572) - Format: CD, digital download | 1 | 1 | 1 | 2 | - UK: 4× Platyna - IRE: 2x Platyna |
| Outta This World                                       | - Wydany:22 listopada 2010 - Wytwórnia: Epic (#88697742862) - Format: CD, digital download | 2 | 1 | 4 | 3 | - UK: 2× Platyna - IRE: Platyna    |
| Jukebox                                                | - Wydany:14 listopada 2011 - Wytwórnia: Epic - Format: CD, digital download                | 2 | 1 | 5 | 4 | - UK: Platyna                      |
| „—” oznacza, że album nie był notowany na danej liście |                                                                                            |   |   |   |   |                                    |

## Single
| "Beat Again"                                           | 2009 | 1                    | –                    | 3                    | –                    | - UK: Złoto | JLS              |
| "Everybody in Love"                                    | 2009 | 1                    | 1                    | 2                    | 1                    |             | JLS              |
| "One Shot"                                             | 2010 | 6                    | –                    | 11                   | 7                    |             | JLS              |
| "The Club Is Alive"                                    | 2010 | 1                    | 1                    | 4                    | 1                    |             | Outta This World |
| "Love You More"                                        | 2010 | 1                    | –                    | 12                   | 1                    |             | Outta This World |
| "Eyes Wilde Shut" (featuring Tinie Tempah)             | 2011 | 8                    | 3                    | 14                   | 8                    |             | Outta This World |
| "She Makes Me Wanna" (featuring Dev)                   | 2011 | 1                    | 1                    | 2                    | 1                    |             | Jukebox          |
| "Take a Chance on Me"                                  | 2011 | 2                    | 1                    | 13                   | 2                    |             | Jukebox          |
| "Do You Feel What I Feel?"                             | 2012 | 16                   | 6                    | 29                   | 15                   |             | Jukebox          |
| "Proud"                                                | 2012 | Wydany 18 marca 2012 | Wydany 18 marca 2012 | Wydany 18 marca 2012 | Wydany 18 marca 2012 |             | –                |
| „—” oznacza, że album nie był notowany na danej liście |      |                      |                      |                      |                      |             |                  |

### Z gościnnym udziałem
| Tytuł                                                                           | Rok  | Najwyższa pozycja | Najwyższa pozycja | Najwyższa pozycja | Certyfikat       | Album               |
| Tytuł                                                                           | Rok  | UK                | IRE               | SCO               | Certyfikat       | Album               |
| ------------------------------------------------------------------------------- | ---- | ----------------- | ----------------- | ----------------- | ---------------- | ------------------- |
| "Hero" (jako The X Factor Finalists)                                            | 2008 | 1                 | 1                 | 8                 | - UK: 2× Platyna | Singel charytatywny |
| "Everybody Hurts"                                                               | 2010 | 1                 | 1                 | 4                 |                  | Singel charytatywny |
| "Wishing on a Star" (The X Factor Finalists 2011 featuring JLS i One Direction) | 2011 | 1                 | 1                 | 1                 |                  | Singel charytatywny |

## Teledyski
| Tytuł                      | Rok  | Reżyser              | Przypisy |
| -------------------------- | ---- | -------------------- | -------- |
| "Beat Again"               | 2009 |                      | [ 13 ]   |
| "Everybody In Love"        | 2009 | Marcus Raboy         | [ 15 ]   |
| "One Shot"                 | 2010 | Rich & Tony Talauega | [ 17 ]   |
| "The Club Is Alive"        | 2010 | Borin                | [ 19 ]   |
| "Love You More"            | 2010 |                      | [ 20 ]   |
| "Eyes Wide Shut"           | 2011 | Syndrome             | [ 22 ]   |
| "She Makes Me Wanna"       | 2011 | Colin Tilley         | [ 24 ]   |
| "Take A Chance On Me"      | 2011 |                      | [ 25 ]   |
| "Do You Feel What I Feel?" | 2012 | Marcus Lundin        | [ 27 ]   |
| "Proud"                    | 2012 | Ben Winston          | [ 28 ]   |